# Rose Bernadette Rebienot Owansango
Rose Bernadette Rébienot Owansango (née le 1er janvier 1934 à Libreville et morte le 21 janvier 2021 dans la même ville) est une tradipraticienne du Gabon. Elle est aussi maîtresse et prêtresse de plusieurs rites initiatiques traditionnels. Comptant parmi les doyennes de la communauté Mpongwè,, son grade élevé lui permet d'y exercer diverses responsabilités du pouvoir spirituel et temporel,.
Elle est la présidente et fondatrice de l'association Village Oyenano, située à Libreville et qui œuvre pour le développement de la médecine traditionnelle et la préservation du patrimoine culturel.
Elle est membre du Conseil international des 13 grands-mères indigènes créé en 2004.

## Débuts
Rose Bernadette Rébiénot Owansango, est née à Libreville le 1er janvier 1934. Fille d'une union légitime, elle est l'enfant unique de ses parents.
Alors qu'elle est encore très jeune, Rose Bernadette perd sa mère. Elle est donc élevée par son père à Libreville en milieu Mpongwè et s'exprime en langue myèné. Ce dernier l'envoie recevoir une éducation religieuse catholique à l'internat des sœurs bleues de Castres, actuelle institution de l'Immaculée Conception. Elle en sort avec un diplôme d'enseignante et entre aussitôt dans la vie active. Elle n'a que 16 ans.

## Carrière Professionnelle
Après le décès de son père le 1er avril 1954, elle part s'installer à Port Gentil et y exerce son métier d'enseignante jusqu'en juillet 1962, date où elle revient à Libreville avec sa petite famille.
À son retour, elle enseigne successivement à l'école Saint Pierre, à Monfort, à Notre Dame des Victoires et à l'Immaculée Conception en qualité de surveillante générale.
Ensuite, elle entre à la Direction Nationale de l'Enseignement Catholique et fait prévaloir ses droits à la retraite.
Quelque temps après, elle entame une carrière politique comme animatrice provinciale du groupe socio-culturel Arongo, qu'elle dirige pendant plusieurs années. Plus tard, elle est nommée à la SNBG (Société Nationale des Bois du Gabon) puis à la mairie centrale de Libreville comme chargée de mission, où elle reste pendant 10 ans.
Elle accède finalement au poste de conseiller auprès du Président de la République, la consécration de sa carrière administrative.

## Parcours spirituel et traditionnel
Bien qu'ayant reçu une éducation catholique, Rose Bernadette est confrontée très jeune à la médecine traditionnelle africaine. Née non-voyante, la médecine moderne ne diagnostique aucune anomalie et ne peut rien pour elle. Sa famille l'emmène voir un tradipraticien, et elle peut recouvrer la vue. Adolescente, elle souffre d'incurables douleurs aux pieds. Puis, alors qu'elle n'est qu'une toute jeune maman, des maux de tête inexpliqués et des acouphènes la rendent incapable de travailler et l'obligent à rester dans l'obscurité de sa chambre. Ne trouvant aucune solution efficace pour soulager ces divers maux, elle désespère et s'oriente vers la médecine traditionnelle. Au gré des rencontres, elle est dirigée vers les traditions de sa lignée familiale et, à travers différentes initiations, parviendra à guérir.
Elle est initiée au rite traditionnel du Ndjembè en juillet 1948 à l'âge de 14 ans. En juillet 1958, elle accède au grade suprême de Ngwèvilo (prêtresse).
Par la suite, elle est initiée au rite du Bwiti Dissumba avec l'iboga puis à celui d'Abanji , ce qui lui ouvre les portes de sa carrière de tradipraticienne à l'échelle nationale et internationale.
Avec une renommée grandissante, elle oeuvre pour une meilleure connaissance de l'utilisation de l'iboga  et pour une valorisation de la place des femmes dans la société,.

## Le Village Oyenano
Devenue prêtresse et maîtresse initiatique dans les différents rites précités, celle qu'on appelle désormais Grand-Mère Bernadette, créé l'association Village Oyenano, un espace culturel situé à Libreville, destiné à la pratique de ses activités de médecine traditionnelle, où elle recevra des patients du monde entier jusqu'à la fin de sa vie. En langue myènè, le mot Oyenano signifie : « retrouvailles ». Le nom du village symbolise donc le caractère réunifiant qui prédomine dans l'approche thérapeutique de Grand-Mère Bernadette. Elle appréhende son rôle comme celui d'un pont entre deux rives, reliant les mondes visibles et invisibles, les différentes cultures, et surtout les êtres humains avec eux-mêmes.
Dans le cadre associatif du Village Oyenano, elle participe à plus d'un titre à de nombreux événements de la médecine traditionnelle et de toutes les valeurs culturelles qui s'y rapportent. Le village héberge régulièrement divers évènements de la vie communautaire comme les initiations au rite féminin gabonais, le Ndjembé, ayant lieu chaque été.
En 2018, Grand-Mère Bernadette y célèbre en tant que ngwèvilo (prêtresse) la soixantième année consécutive de son Ndjembé lors d'une édition spéciale marquée par une affluence record.
Le Village Oyenano a également accueilli le dernier rassemblement du Conseil International des 13 Grands-mères Indigènes en juillet 2015 ainsi que les Journées Mondiales de la diversité culturelle en mai 2017, à chaque fois sous l'égide de l'UNESCO.

## Le Conseil International des 13 Grands-Mères Indigènes

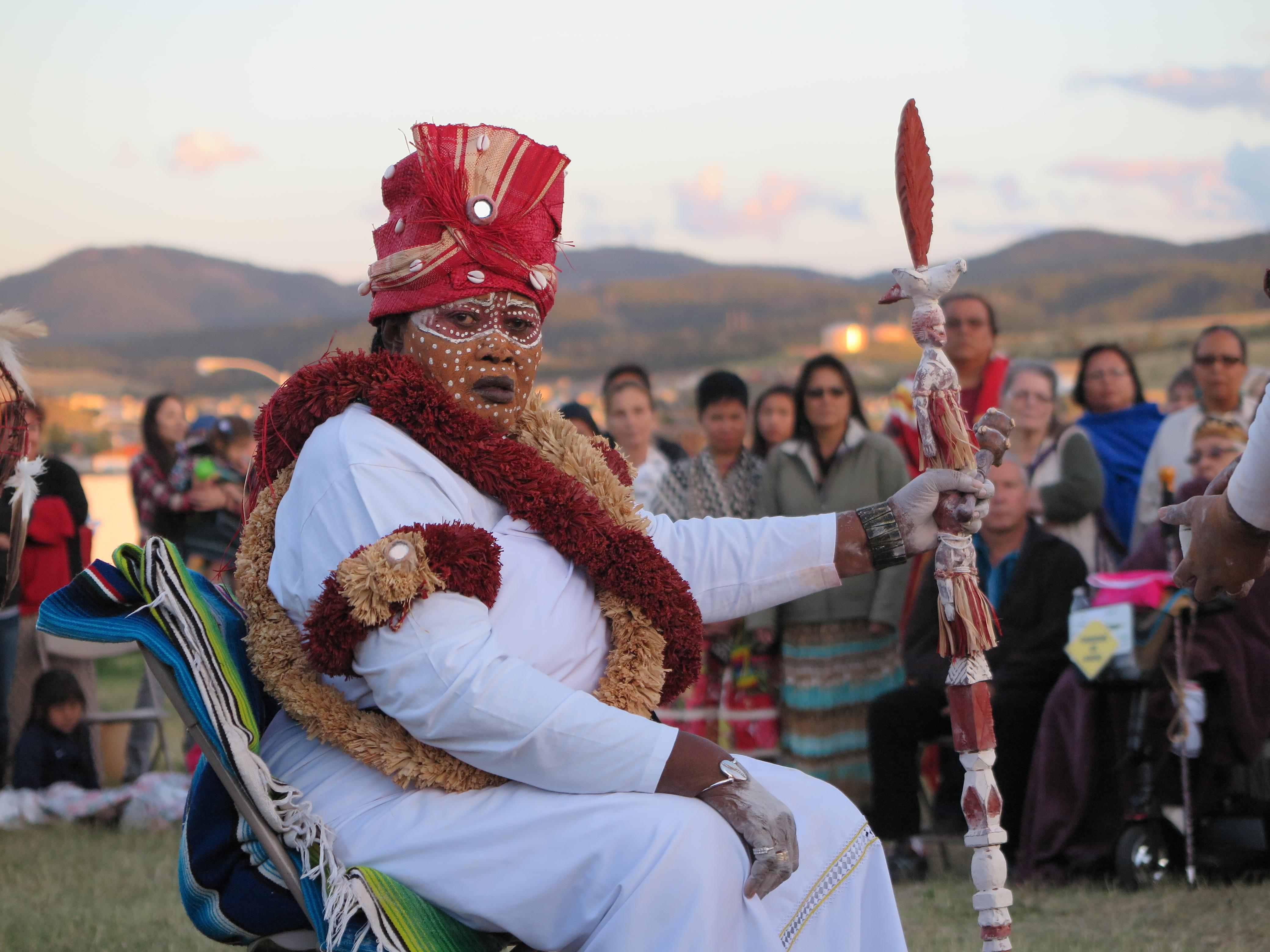
Grand-Mère Bernadette lors du Conseil des 13 Grands-Mères Indigènes qui s'est tenu à Spear Fish, South Dakota, USA en 2014.

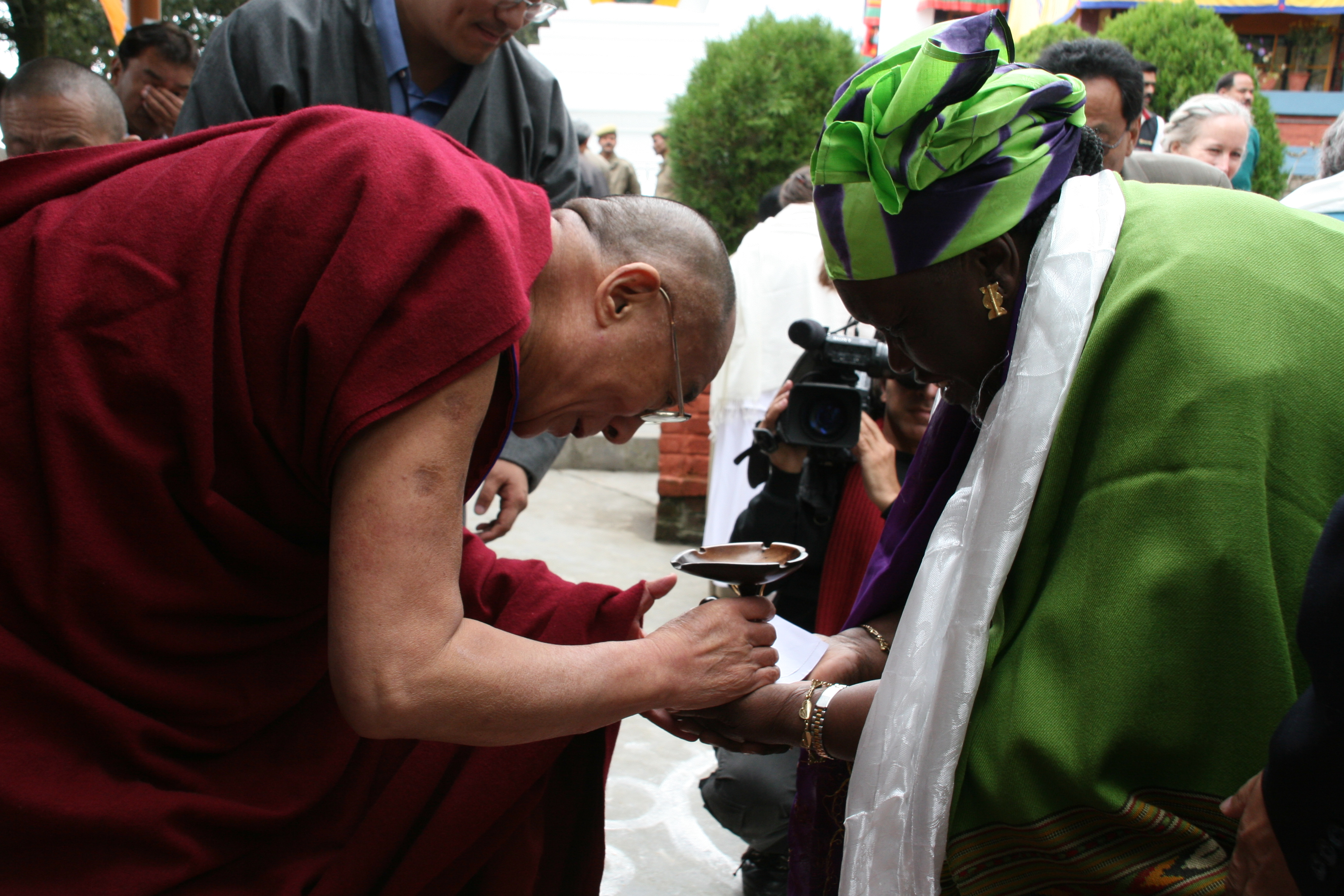
Grand-Mère Bernadette avec le dalaï-lama lors du Conseil des 13 Grands-Mères Indigènes qui s'est tenu en Inde à Dharamsala en octobre 2006.

En 2001, une femme américaine dénommée Dayna Wicks se rend auprès de Grand-Mère Bernadette pour y recevoir des soins, accompagnée de son compagnon et de sa belle-mère Jyoti Ma. Lors de l'initiation au bwiti dissumba de Dayna, Jyoti confie à Bernadette qu'elle a des visions récurrentes de plusieurs personnes réunies en prière autour d'un feu. Ce sont des grands-mères qui insistent pour rassembler certaines femmes détentrices d'une sagesse traditionnelle et transmettre au monde et aux nouvelles générations un message de paix et d'écologie.
Grand-Mère Bernadette l'encourage à écouter ce signe et à tout mettre en place pour réaliser cette rencontre.
À la suite de ce voyage, Dayna et Jyoti se mettent en quête de celles qui formeront le futur cercle . Elles vont rassembler treize femmes issues de divers continents, des gardiennes de connaissances sacrées liées à l'écologie, la santé et la spiritualité.
Le Conseil International des 13 Grands-Mères Indigènes est né. Il se tient pour la première fois en octobre 2004 dans l'état de New York en présence du Dalaï Lama. Grand-Mère Bernadette en est l'unique représentante africaine.
Les rassemblements qui suivent sont organisés successivement dans les pays d'origines de chacune des treize membres.
La dernière rencontre se tient au Village Oyenano, chez Grand-Mère Bernadette, et donne lieu à la réalisation d'un film intitulé Le Dernier Conseil de Jean-Claude Cheyssial.

## Héritage immatériel
Après le décès de Grand-Mère Bernadette en janvier 2021, l'association Village Oyenano qu'elle a créée continue d'oeuvrer pour la préservation de son patrimoine spirituel et de ses méthodes de guérison. Le banja (temple) qu'elle y a implanté est toujours vivant et ouvert à tous. Ce lieu sacré conserve son activité habituelle, les patients y sont accueillis et soignés selon le même protocole savamment éprouvé.

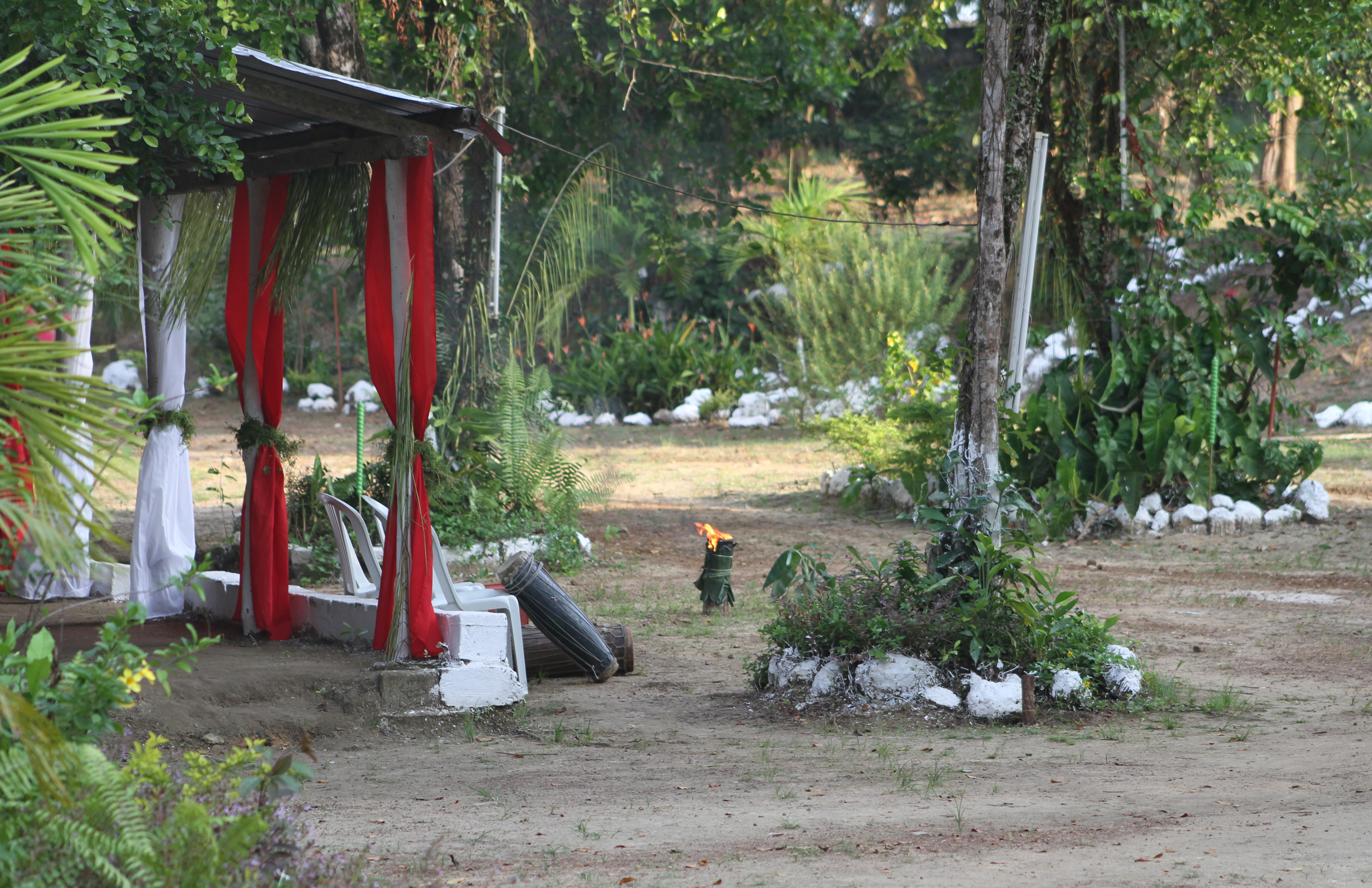
La cour du Village Oyenano.

Au delà de ses connaissances thérapeutiques et initiatiques, l'héritage transmis par Grand-Mère Bernadette reste avant tout un message de paix et d'amour. À travers de nombreuses conférences et publications, elle a tout mis en œuvre pour le diffuser au plus grand nombre, en ayant constamment le souci de rassembler les êtres humains entre eux.
Elle a toujours prôné l'équilibre culturel comme préalable à l'équilibre social. Son combat pour la préservation des valeurs traditionnelles reste bien présent dans tout le Gabon et même au delà.
En 2020, elle fait part aux Nations unies du Gabon de son souhait  d'organiser une marche pour la paix et la diversité culturelle, selon la tradition des communautés originelles de Libreville. Cette marche appelée Évandanganié n'ayant pas eu lieu depuis de nombreuses années.
Son dernier message public concerne le thème de la transmission et est publié sur les réseaux sociaux quelques jours seulement avant son décès.
Mère de 10 enfants biologiques, elle laisse derrière elle d'innombrables petits-enfants, arrière-petits-enfants et enfants spirituels disséminés partout à travers le monde, comme un don de ses connaissances transmises aux futures générations.

## Filmographie
- Secrets de femmes de Jean-Claude Cheyssial (1999)[18]
- L'esprit de l'Ayahuasca de Jean-Claude Cheyssial (2002)[19]
- La Guérisseuse de la forêt de Jean-Claude Cheyssial (2005)[20]
- For the next 7th Generations de Bruce Hart et Carol Hart (2009) [21]
- Le Dernier Conseil de Jean-Claude Cheyssial (2016)[22]